# Serhiivka, Velîka Lepetîha
Serhiivka (în ucraineană Сергіївка) este un sat în comuna Mala Lepetîha din raionul Velîka Lepetîha, regiunea Herson, Ucraina.

## Demografie
Componența lingvistică a localității Serhiivka
     Ucraineană (82,14%)
     Rusă (10,71%)
     Polonă (3,57%)
     Belarusă (3,57%)
Conform recensământului din 2001, majoritatea populației localității Serhiivka era vorbitoare de ucraineană (82,14%), existând în minoritate și vorbitori de rusă (10,71%), polonă (3,57%) și belarusă (3,57%).